# Sommer-Paralympics 2012/5er-Fußball
| Medaillenspiegel 5er-Fußball | Medaillenspiegel 5er-Fußball |
| Platz                        | Land                         |
| ---------------------------- | ---------------------------- |
| Gold                         | Brasilien                    |
| Silber                       | Frankreich                   |
| Bronze                       | Spanien                      |

Bei den Sommer-Paralympics 2012 in London wurden in einem Wettbewerb im 5er-Fußball Medaillen vergeben. Die Entscheidungen fielen am 8. September 2016 in der Riverbank Arena.

## Klassifizierung
Das Internationale Paralympische Komitee unterscheidet in drei Klassen – B1, B2 und B3. In jedem Spiel treten zwei Mannschaften mit je vier Feldspielern, einem Torwart und fünf Auswechselspielern an. Die Feldspieler müssen blind sein oder an einer Sehbehinderung leiden. Zur Chancengleichheit tragen alle eine Augenbinde. Der Torwart darf sehen und trägt keine Augenbinde. Hinter dem gegnerischen Tor besitzt jede Mannschaft einen Mitspieler, der durch Zurufe beim Zielen hilft. Der Ball macht bei Bewegungen Geräusche, um seine Position besser bestimmen zu können. Gespielt werden zwei Halbzeiten zu je 25 Minuten. Bei Gleichstand folgt ein Strafstoßschießen.

## Qualifikation
Es sind acht Männermannschaften, die in zwei Gruppen aufgeteilt werden, angetreten. Frauen-Teams nahmen nicht teil.
Jede Nation durfte ein Team entsenden, das aus acht Feldspielern und zwei Torhütern besteht – die Torhüter zählen bei der erlaubten Spieleranzahl von 64 Athleten nicht mit. Sie konnten jedoch, wie auch andere nichtbehinderte Helfer, 2012 erstmals Medaillen gewinnen.
| Turnier                       | Datum                   | Austragungsort                 | Anzahl         | Teilnehmer          |
| ----------------------------- | ----------------------- | ------------------------------ | -------------- | ------------------- |
| Gastgeber                     | Gastgeber               | Gastgeber                      | 1              | Großbritannien      |
| IBSA Weltmeisterschaft 2010   | 14.–22. August 2010     | Vereinigtes Königreich         | 1              | Brasilien           |
| IBSA Asienmeisterschaft 2010  | 13.–18. Dezember 2010   | Guangzhou, Volksrepublik China | 1              | China               |
| IBSA-Europameisterschaft 2011 | 17. Juni – 1. Juli 2011 | Aksaray, Türkei                | 2              | Frankreich, Spanien |
| Parapan-Amerikaspiele 2015    | 15.–20. November 2011   | Guadalajara,                   | 1              | Argentinien         |
| Wildcard                      |                         |                                | 2              | Türkei Iran         |
| Gesamte Teilnehmer            | Gesamte Teilnehmer      | Gesamte Teilnehmer             | 8 Mannschaften | 8 Mannschaften      |

## Vorrunde

### Gruppe A
| Pl. | Land                | Sp. | S | U | N | Tore    | Diff. | Punkte |
| --- | ------------------- | --- | - | - | - | ------- | ----- | ------ |
| 1. | Brasilien           | 3   | 2 | 1 | 0 | 005:000 | +5    | 07     |
| 2. | Frankreich          | 3   | 1 | 2 | 0 | 001:000 | +1    | 05     |
| 3. | Volksrepublik China | 3   | 1 | 1 | 1 | 004:100 | +3    | 04     |
| 4. | Türkei              | 3   | 0 | 0 | 3 | 000:900 | −9    | 0      |
| Abkürzungen: Pl. = Platz, Sp = Spiele, S = Siege, U = Unentschieden, N = Niederlagen Erläuterungen: Spiele um den 1. bis 4. Platz, Spiel um den 5. Platz, Spiel um den 7. Platz |                     |     |   |   |   |         |       |        |

|                                                                                                 |   |            |           |
| Fr., 31. August 2012 um 9:00 Uhr (10:00 Uhr MESZ)                                               |   |            |           |
| Brasilien                                                                                       | – | Frankreich | 0:0 (0:0) |
| Fr., 31. August 2012 um 16:00 Uhr (17:00 Uhr MESZ)                                              |   |            |           |
| China                                                                                           | – | Türkei     | 4:0 (2:0) |
| Tore: 1:0 (2.), 4:0 (50.) Wenfa Zheng; 2:0 (13., Strafstoß) Xiaoqiang Li; 3:0 (46.) Yafeng Wang |   |            |           |
| So., 2. September 2012 um 9:00 Uhr (10:00 Uhr MESZ)                                             |   |            |           |
| Türkei                                                                                          | – | Brasilien  | 0:4 (0:3) |
| Tore: 1:0 (4.); 4:0 (38.) Conceição; 2:0 (14.) Alves; 3:0 (24., Strafstoß) Da Silva             |   |            |           |
| So., 2. September 2012 um 11:00 Uhr (12:00 Uhr MESZ)                                            |   |            |           |
| Frankreich                                                                                      | – | China      | 0:0       |
| Tore: keine                                                                                     |   |            |           |
| Di., 4. September 2012 um 9:00 Uhr (10:00 Uhr MESZ)                                             |   |            |           |
| Brasilien                                                                                       | – | China      | 1:0 (1:0) |
| Tore: 1:0 (22.) Conceição                                                                       |   |            |           |
| Di., 4. September 2012 um 11:00 Uhr (12:00 Uhr MESZ)                                            |   |            |           |
| Frankreich                                                                                      | – | Türkei     | 1:0 (1:0) |
| Tore: 1:0 (4., Strafstoß) Labarre                                                               |   |            |           |

### Gruppe B
| Pl. | Land                   | Sp. | S | U | N | Tore    | Diff. | Punkte |
| --- | ---------------------- | --- | - | - | - | ------- | ----- | ------ |
| 1. | Spanien                | 3   | 1 | 2 | 0 | 003:100 | +2    | 05     |
| 2. | Argentinien            | 3   | 1 | 2 | 0 | 002:000 | +2    | 05     |
| 3. | Iran                   | 3   | 1 | 0 | 2 | 001:400 | −3    | 03     |
| 4. | Vereinigtes Königreich | 3   | 0 | 2 | 1 | 001:200 | −1    | 02     |
| Abkürzungen: Pl. = Platz, Sp = Spiele, S = Siege, U = Unentschieden, N = Niederlagen Erläuterungen: Spiele um den 1. bis 4. Platz, Spiel um den 5. Platz, Spiel um den 7. Platz |                        |     |   |   |   |         |       |        |

|                                                      |   |                |           |
| Fr., 31. August 2012 um 13:30 Uhr (14:30 Uhr MESZ)   |   |                |           |
| Iran                                                 | – | Argentinien    | 0:2 (0:0) |
| Tore: 0:1 (27.), 0:2 (48.) Velo                      |   |                |           |
| Fr., 31. August 2012 um 15:30 Uhr (16:30 Uhr MESZ)   |   |                |           |
| Großbritannien                                       | – | Spanien        | 1:1 (1:1) |
| Tore: 0:1 (20., Strafstoß) Gaitán, 1:1 (22.) Clarke  |   |                |           |
| So., 2. September 2012 um 13:30 Uhr (14:30 Uhr MESZ) |   |                |           |
| Spanien                                              | – | Iran           | 2:0 (2:0) |
| Tore: 1:0 (13.), 2:0 (22.) Gaitán                    |   |                |           |
| So., 2. September 2012 um 15:30 Uhr (16:30 Uhr MESZ) |   |                |           |
| Argentinien                                          | – | Großbritannien | 0:0       |
| Di., 4. September 2012 um 13:30 Uhr (14:30 Uhr MESZ) |   |                |           |
| Spanien                                              | – | Argentinien    | 0:0       |
| Di., 4. September 2012 um 15:30 Uhr (16:30 Uhr MESZ) |   |                |           |
| Großbritannien                                       | – | Iran           | 0:1 (0:1) |
| Tor: 0:1 (21., Strafstoß) Ardekani                   |   |                |           |

## Finalrunde
| Halbfinale | Halbfinale | Halbfinale |  |            | Finale           | Finale   | Finale   |
| | | |  |            |                  |          |          |
| | Brasilien | (0) 1 |  |            |                  |          |          |
| | Argentinien | 0 |  |            | Endspiel         | Endspiel | Endspiel |
| Zum Ende der zweiten Halbzeit stand es immer noch 0:0, woraufhin das Spiel per Penalty Shoot-out entschieden werden musste. | Zum Ende der zweiten Halbzeit stand es immer noch 0:0, woraufhin das Spiel per Penalty Shoot-out entschieden werden musste. | Zum Ende der zweiten Halbzeit stand es immer noch 0:0, woraufhin das Spiel per Penalty Shoot-out entschieden werden musste. |  | Frankreich | 0                |          |          |
| | | |  |            | Brasilien        | 2        |          |
| | Spanien | 0 |  |            |                  |          |          |
| | Frankreich | 2 |  |            |                  |          |          |
| | | |  |            | Spiel um Platz 3 |          |          |
| | | |  |            |                  | Spanien  | 0 (1)    |
| | Argentinien | 1 (2) |  |            |                  |          |          |
| Zum Ende der zweiten Halbzeit stand es 0:0, woraufhin das Spiel per Penalty Shoot-out entschieden werden musste.            | | |  |            |                  |          |          |
| Spiel um Platz 5 | | |  |            |                  |          |          |
| | Iran | 0 |  |            |                  |          |          |
| | Volksrepublik China | 0 (1) |  |            |                  |          |          |
| | | |  |            |                  |          |          |
| Spiel um Platz 7 | | |  |            |                  |          |          |
| | Türkei | 0 |  |            |                  |          |          |
| | Vereinigtes Königreich | 2 |  |            |                  |          |          |
| | | |  |            |                  |          |          |

### Spiel um den 7. Platz
|                                                     |   |                |           |
| Sa., 8. September 2012 um 9:00 Uhr (10:00 Uhr MESZ) |   |                |           |
| Türkei                                              | – | Großbritannien | 0:2 (0:1) |
| Tore: 0:1 Seal (5.); 0:2 Clarke (48.)               |   |                |           |

### Spiel um den 5. Platz
| |   |       |                |
| Do., 15. September 2016 um 11:00 Uhr (16:00 Uhr MESZ)                                                            |   |       |                |
| Iran | – | China | 0:0, 0:1 n. P. |
| Tor: Shalhavizadeh (verg.); Zhoubin (verg.); Ardekani (verg.); (0:1) Yafeng; Haftdaran (verg.); Dongdong (verg.) |   |       |                |

### Halbfinale
|                                                                                       |   |            |                |
| Do., 6. September 2012 um 15:45 Uhr (16:45 Uhr MESZ)                                  |   |            |                |
| Brasilien                                                                             | – | China      | 0:0, 1:0 n. P. |
| Tore: (1:0) Severino, Scayan (verg.), dos Reis (verg.), Velo (verg.); Padilla (verg.) |   |            |                |
| Do., 6. September 2016 um 13:30 Uhr (14:30 Uhr MESZ)                                  |   |            |                |
| Spanien                                                                               | – | Frankreich | 0:2 (0:1)      |
| Tore: 0:1 Villeroux (23.), 0:2 Villeroux (49.)                                        |   |            |                |

### Spiel um den 3. Platz
| |   |             |                |
| Sa., 8. September 2012 um 13:30 Uhr (14:30 Uhr MESZ)                                                  |   |             |                |
| Spanien                                                                                               | – | Argentinien | 0:0, 1:0 n. P. |
| Tore: (1:0) Gaitán, Rodriguez (verg.), Carrasco (verg.), Velo (verg.), Tejuelo (verg.), Deldo (verg.) |   |             |                |

### Finale
|                                                                |   |           |           |
| Sa., 8. September 2012 um 16:00 Uhr (17:00 Uhr MESZ)           |   |           |           |
| Frankreich                                                     | – | Brasilien | 0:2 (0:1) |
| Tore: 0:1 Severino (22., Strafstoß), 0:2 Baron (42., Eigentor) |   |           |           |

### Medaillengewinner
| Platz | Land       | Sportler |
| ----- | ---------- | --- |
| 1     | Brasilien  | Fábio Luiz Ribeiro de Vasconcelos, Daniel Dantas da Silva, Emerson de Carvalho, Gledson da Paixão Barros, Cássio Lopes dos Reis, Marcos Jose, Jeferson da Conceição Gonçalves, Severino Gabriel da Silva, Ricardo Steinmetz Alves (Kapitän), Raimundo Nonato Alves Mendes |
| 2     | Frankreich | Frederic Jannas, Hakim Arezki, Abderrahim Maya, Yvan Wouandji Kepmegni, David Labarre, Jonathan Grangier, Gaël Riviere, Martin Baron, Arnaud Ayax, Frederic Villeroux (Kapitän)                                                                                           |
| 3     | Spanien    | Álvaro Gonzalez Alcaraz, José Luis Giera Tejuelo, Francisco Muñoz Pérez, Adolfo Acosta Rodriguez (Kapitän), José López Ramírez, Alfredo Cuadrado Freire, Antonio Martín Gaitán, Youssef El Haddaoui Rabii, Marcelo Rosado Carrasco, Raul Díaz Ortín                       |

## Abschlussplatzierung
| Platz | Land           |
| ----- | -------------- |
| 01    | Brasilien      |
| 02    | Frankreich     |
| 03    | Spanien        |
| 04    | Argentinien    |
| 05    | China          |
| 06    | Iran           |
| 07    | Großbritannien |
| 08    | Türkei         |